# 塞菲拉戰鬥
塞菲拉战役发生在2013年2月，当时反对派武装与政府军在通往阿勒颇的关键地点塞菲拉发生战斗。在战斗发生前，阿勒颇的战役已经持续七个月的时间。

## 战斗
2013年2月6日，在塞菲拉以南，胜利阵线及多个其他派别的反对派武装与政府军爆发交火，而塞菲拉的多个地区遭到猛烈轰炸。
2月8日，政府军为了夺回塞菲拉继续对该市多个地区进行轰炸。来自胜利阵线及其他圣战团体的武装分子包围了军工厂，此地驻扎了很多叙政府军。胜利阵线的武装分子攻击了军工厂以南的一个军队哨卡，多名士兵丧生。根据反对派的活动人士说法，在之前的72小时有112名反对派武装分子被打死。由于暴力冲突，越来越多的当地居民逃离了该市。叙利亚人权观察组织报道说在战斗结束后，一车队的政府军援兵抵达了该工厂。之后，据报道另一支车队被派往该市，但遭到反对派武装攻击并被迫终止。
在塞菲拉的僵局之后持续了将近两周，而城内的政府军与反对派武装之间则进行消耗战。到了2月19日，据报道虽然政府军没能夺回该市，但政府军援兵设法保住了该市南边的道路并打通了來往军工厂的通道。反对派武装长期围困军工厂但始终未能攻佔。政府军增援继续向北往阿勒颇推进，但在Tal Aran被反对派又一次阻挡住。截止到当时，反对派为了阻止政府军的增援，已经损失了至少200人。

## 后续消息
在3月早些时候，政府军攻佔阿勒颇与塞菲拉之间道路上的最后一个村落，重新建立了连接叙利亚中部和阿勒颇机场之间的补给线。
在4月晚些时候，虽然政府军持续炮轰，反对派武装仍设法守住了该市的大部分。反对派继续试图攻占军工厂，但还是失败了。
在11月1日，政府军重新夺回了塞菲拉市。